# Воррен Тауншип (округ Франклін, Пенсільванія)
Воррен Тауншип (англ. Warren Township) — селище (англ. township) в США, в окрузі Франклін штату Пенсільванія. Населення — 328 осіб (2020).

## Демографія
Згідно з переписом 2010 року, у селищі мешкало 369 осіб у 143 домогосподарствах у складі 111 родини. Було 159 помешкань
Расовий склад населення:
| - 98,1 % — білих - 1,1 % — чорних або афроамериканців - 0,5 % — азіатів - 0,3 % — корінних американців |

До двох чи більше рас належало 0,0 %. Частка іспаномовних становила 0,3 % від усіх жителів.
За віковим діапазоном населення розподілялося таким чином: 22,5 % — особи молодші 18 років, 61,8 % — особи у віці 18—64 років, 15,7 % — особи у віці 65 років та старші. Медіана віку мешканця становила 44,1 року. На 100 осіб жіночої статі у селищі припадало 102,7 чоловіків;  на 100 жінок у віці від 18 років та старших — 104,3 чоловіків також старших 18 років.
Середній дохід на одне домашнє господарство  становив 61 101 долар США (медіана — 52 188), а середній дохід на одну сім'ю — 66 639 доларів (медіана — 59 375). Медіана доходів становила 39 911 долар для чоловіків та 33 750 доларів для жінок. За межею бідності перебувало 5,8 % осіб, у тому числі 9,6 % дітей у віці до 18 років та 10,4 % осіб у віці 65 років та старших.
Цивільне працевлаштоване населення становило 178 осіб. Основні галузі зайнятості: виробництво — 27,0 %, освіта, охорона здоров'я та соціальна допомога — 18,0 %, роздрібна торгівля — 9,6 %, науковці, спеціалісти, менеджери — 8,4 %.